# Rima Fakih
Rima Fakih (arabsky: ريما فقيه, narozená 22. září 1985) je americká účastnice soutěží krásy původem z Libanonu a první muslimská Miss USA, když zvítězila v roce 2010. V soutěži zastupovala stát Michigan, kde se v září předchozího roku stala taktéž královnou krásy v soutěži Miss Michigan USA. Jakožto libanonská muslimka se stala první osobou své národnosti, etnika a víry, která se stala Miss USA.

## Biografie

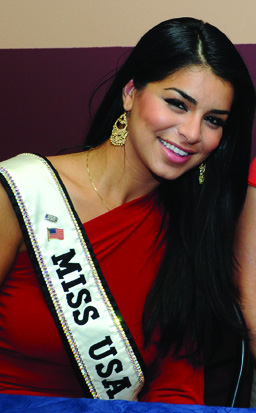
Rima Fakih

Narodila se ve vesnici Srifa v jižním Libanonu do ší'itské muslimské rodiny a v důsledku libanonské občanské války společně s rodiči roku 1993 emigrovala do Spojených států.
Až do roku 2003 žila v New Yorku, kdy se přestěhovala do arabsko-americké komunity v Dearbornu v Michiganu. Zde absolvovala Henry Ford Community College a vystudovala ekonomii a business management na University of Michigan–Dearborn.
Soutěže krásy se poprvé zúčastnila v devatenácti letech, kdy se stala Miss Wayne County. V roce 2008 odjela do Libanonu, kde se zúčastnila Miss Lebanon Emigrant, což je součást klasické národní soutěže krásy, určená pro ženy s libanonským původem a libanonské emigrantky. V soutěži se umístila na třetím místě. V září 2009 zvítězila v soutěži Miss Michigan, díky čemuž postoupila do soutěže Miss USA, kterou v roce 2010 vyhrála. V srpnu téhož roku reprezentovala Spojené státy v soutěži Miss Universe, ale neprobojovala se do semifinále.
V souvislosti se zamýšleným muslimským centrem, které by mělo stát na dolním Manhattanu nedaleko Ground zero se vyjádřila následovně: „Naprosto souhlasím s prezidentem Obamou a jeho prohlášením o ústavou zaručených právech svobody náboženského vyznání. Centrum by však nemělo být tak blízko Světového obchodního centra. Měli bychom se být znepokojeni více onou tragédií než náboženstvím.“